# Trybunał inkwizycji w Asti
Trybunał inkwizycji w Asti – sąd inkwizycyjny, mający swą siedzibę w Asti, stolicy hrabstwa Asti, należącego od 1531 do księstwa Sabaudii-Piemontu. Istniał w latach 1483 do 1800. Od połowy XVI wieku należał do struktur inkwizycji rzymskiej. Był kierowany przez dominikanów.

## Historia
Obecność inkwizycji w Asti datuje się od roku 1293. Jednakże aż do roku 1483 trudno mówić o istnieniu stałego trybunału inkwizycyjnego z siedzibą w Asti. Diecezja astyjska stanowiła część większego okręgu inkwizytorskiego, obejmującego także znaczną część diecezji turyńskiej. W okręgu tym często działało dwóch inkwizytorów naraz; jeszcze w 1417 dominikanie Stefano Madei da Asti i Giovanni Susa di Rivoli określili się wspólnie jako inkwizytorzy diecezji Asti i Turynu. Głównymi ośrodkami inkwizycji w północnym Piemoncie były konwenty dominikańskie w Asti, Chieri, Turynie, a do połowy XV wieku także w Savigliano jednak żaden z nich nie miał statusu głównej siedziby.
W 1483 wielki okręg północnopiemoncki został podzielony i utworzone zostały dwa stałe trybunały w Asti i Turynie. Wzmianki w regestach generałów zakonu dominikańskiego wskazują, że na przełomie XV/XVI wieku urząd inkwizytora Asti mógł być przedmiotem rywalizacji między zakonnikami, niestety nic bliżej na ten temat nie wiadomo.
W 1542 papież Paweł III utworzył Kongregację Rzymskiej i Powszechnej Inkwizycji, zwaną też Kongregacją Świętego Oficjum. Była ona najwyższym trybunałem inkwizycyjnym, nadzorującym działalność włoskich trybunałów lokalnych i koordynującym ich wysiłki w przeciwdziałaniu przenikaniu wpływów reformacji do Włoch. Prawdopodobnie pierwszym inkwizytorem Asti mianowanym przez Kongregację był Domenico Caratto w 1569. Jego poprzednik, Domenico della Rovere da Asti został wówczas mianowany biskupem Asti.
Pod koniec XVII wieku książę Sabaudii i Piemontu Wiktor Amadeusz II (panował 1675–1730) popadł w konflikt ze Stolicą Apostolską. W ramach tego konfliktu książę począwszy od roku 1698 zaczął wetować nominacje inkwizytorskie dokonywane przez Kongregację Świętego Oficjum dla trybunałów położonych w jego księstwie. Krótko po zawetowaniu w tym roku przez rząd sabaudzki rzymskiego nominata na urząd inkwizytora Saluzzo zmarł inkwizytor Asti Domenico Giacinto Ferreri di Mondovì. Również w tym przypadku książę nie zgodził się na mianowanie jego następcy. Wskutek polityki Wiktora Amadeusza II doszło do trwałych wakatów na stanowiskach inkwizytorskich większości piemonckich trybunałów. Ich działalnością kierowali odtąd wikariusze generalni, a nie pełnoprawni inkwizytorzy, co obniżyło ich rangę. W tej postaci kontynuowały one swoją działalność aż do czasów inwazji rewolucyjnej Francji na Włochy pod koniec XVIII wieku.
Trybunał inkwizycyjny w Asti został zniesiony po raz pierwszy 28 stycznia 1799 przez marionetkowy rząd tymczasowy, utworzony przez wojska francuskie po zajęciu Piemontu kilka tygodni wcześniej. Niedługo potem jednak, w maju 1799, Francuzi zostali wyparci przez Austriaków i Rosjan, którzy przywrócili władzę króla Karola Emanuela IV. 28 lipca 1799 rząd monarchiczny wydał dekret o przywróceniu inkwizycji. Restauracja monarchii trwała jednak krótko. Niespełna rok później Francuzi ponownie zajęli Piemont i utworzona przez nich Rada Piemontu (Consulta del Piemonte) dekretem z dnia 23 lipca 1800 roku definitywnie zlikwidowała miejscowe trybunały, w tym także trybunał w Asti.

## Organizacja
Siedzibą trybunału był dominikański konwent S. Maria Maddalena w Asti. Na jego czele stał dominikański inkwizytor (od 1698 wikariusz generalny), wywodzący się z prowincji zakonnej św. Piotra Męczennika (Górnej Lombardii). Jego jurysdykcji podlegała diecezja Asti. Na prowincji inkwizytor reprezentowany był przez wikariuszy rejonowych, wywodzących się na ogół spośród zakonników. Nie wiadomo jednak, ile takich wikariatów podlegało inkwizytorowi Asti.

## Inkwizytorzy Asti (1483–1800)
- Stefano Bandini da Alba OP (1483–1494)[10]
- Michele Madei da Asti OP (1494–1500)[11]
- Biagio degli Imperiati da Asti OP (1500–1501)[12]
- Paolo Asinari da Asti OP (1501–1532?)[13]
- Teobaldo OP (1532–1544?)[14]
- Filippo Dusini OP (1544–1555)[15]
- Domenico della Rovere da Asti OP (1555–1569)[16]
- Girolamo Caratto OP (1569–1588)[17]
- Giovanni Battista Porcelli da Albenga OP (1588–1613)[18]
- Girolamo Rebioli da Villafranca di Asti OP (1613–1628)[19][18]
- Pietro Maria Dulcetti da San Severino OP (1628–1630)
- Giovanni Battista Balbi OP (1632–1644)[20]
- Augusto Felici OP (1644–1665)[18]
- Domenico Casti OP (1665–1667)[18]
- Vincenzo Maria Ferrero da Mondovì OP (1667–1670)[18]
- Pietro Martire Rossi da Fossano OP (1670–1675)[18]
- Cesare Girolamo Greppi OP (1675–1682)[18]
- Domenico Giacinto Ferreri di Mondovì OP (1682–1698)[18]
- Wakat (1698–1800):
  - Giacomo Bonati da Firenze OP, wikariusz generalny (1699–1714)
  - Giancarlo Bordini OP, wikariusz generalny (1714–1720)
  - Giovanni Martire Viscotti OP, wikariusz generalny (1720–?)
  - Giovanni Domenico Castagneti OP, wikariusz generalny (w 1747)
  - Giuseppe Antonio Marantier OP, wikariusz generalny (w 1768)
  - Tommaso Vincenzo Ansaldi OP, wikariusz generalny (najpóźniej od 1771)